# Ferdinand von Korff gen. Schmising-Kerssenbrock
August Heinrich Friedrich Ferdinand Maria Graf von Korff gen. Schmising-Kerssenbrock (* 3. August 1817 auf Schloss Brincke; † 29. September 1891 in Münster) war ein preußischer Landrat des Kreises Beckum von 1850 bis 1873.

## Herkunft
Ferdinand von Korff gen. Schmising-Kerssenbrock entstammt dem westfälischen Uradel Korff. Sein Vater Franz war Landrat des  Kreises Halle, seine Mutter war die Gräfin Julia Agnes zu Stolberg-Stolberg. Sein Onkel Clemens war Landrat des Kreises Warendorf.

## Leben
Nach Ablegung der Reifeprüfung am Gymnasium Münster (20. August 1836) studierte von Korff an den Universitäten in Bonn (5 Semester) und München (ein Semester) Jura und legte am 11. Dezember 1839 vor dem Oberlandesgericht Münster die Prüfung zum Auskultator ab. Die Prüfung zum Gerichtsreferendar bestand er am 11. Juni 1842 mit „gut“. Bei dem gleichen Gericht trat er am 17. Dezember 1839 als Auskultator in den Staatsdienst ein. Seine Ernennungsurkunde zum Gerichtsreferendar erhielt er am 7. Januar 1843. Im Juli 1844 wurde er Regierungs-Referendar bei der Bezirksregierung Münster  und war in den Jahren 1845 bis 1847 als Aushilfe beim Landratsamt Beckum tätig. Im Mai 1848 wurde er mit der kommunalen Verwaltung des Landratsamtes Beckum beauftragt; am 13. November 1850 wurde er definitiv zum Landrat des Kreises Beckum ernannt. Auf eigenen Wunsch schied er am 15. August 1873 aus gesundheitlichen Gründen aus dem Staatsdienst aus.
Wegen seiner ultramontanen Gesinnung wurde von Korff wiederholt durch den Innenminister zu größerer politischer Wirksamkeit angehalten.

## Familie
Korff heiratete am 4. September 1851 in Münster Anna Maria Katharina Hellweg (* 6. September 1820; † 10. Januar 1892). Das Paar hatte mehrere Kinder:
- Kaspar Maximilian Heinrich Ludwig Maria Hubertus (* 1. September 1852; † 10. Januar 1928), Königlich preußischer Kammerherr und Major a. D. ⚭ 1892 Gräfin Elisabeth von Schaffgotsch (* 17. April 1862; † 27. August 1952), Witwe des Otto von Ketteler († 12. Mai 1889), Herrin auf Schurgast in Schlesien
- Joseph Anton Karl Maria Hubertus (* 2. September 1856; † 27. März 1920), Königlich preußischer Oberst a. D. ⚭ 1897 Anna Elisabeth Maria d’Abzac de Mayac (* 7. Dezember 1862; † 9. Juni 1946) Ehrendame des bayerischen Theresienordens
- Karoline Julia Maria Walpurga Huberta Agnes (* 15. Juli 1859)

## Ehrungen
- Roter Adlerorden IV. Klasse